# John R. Steel

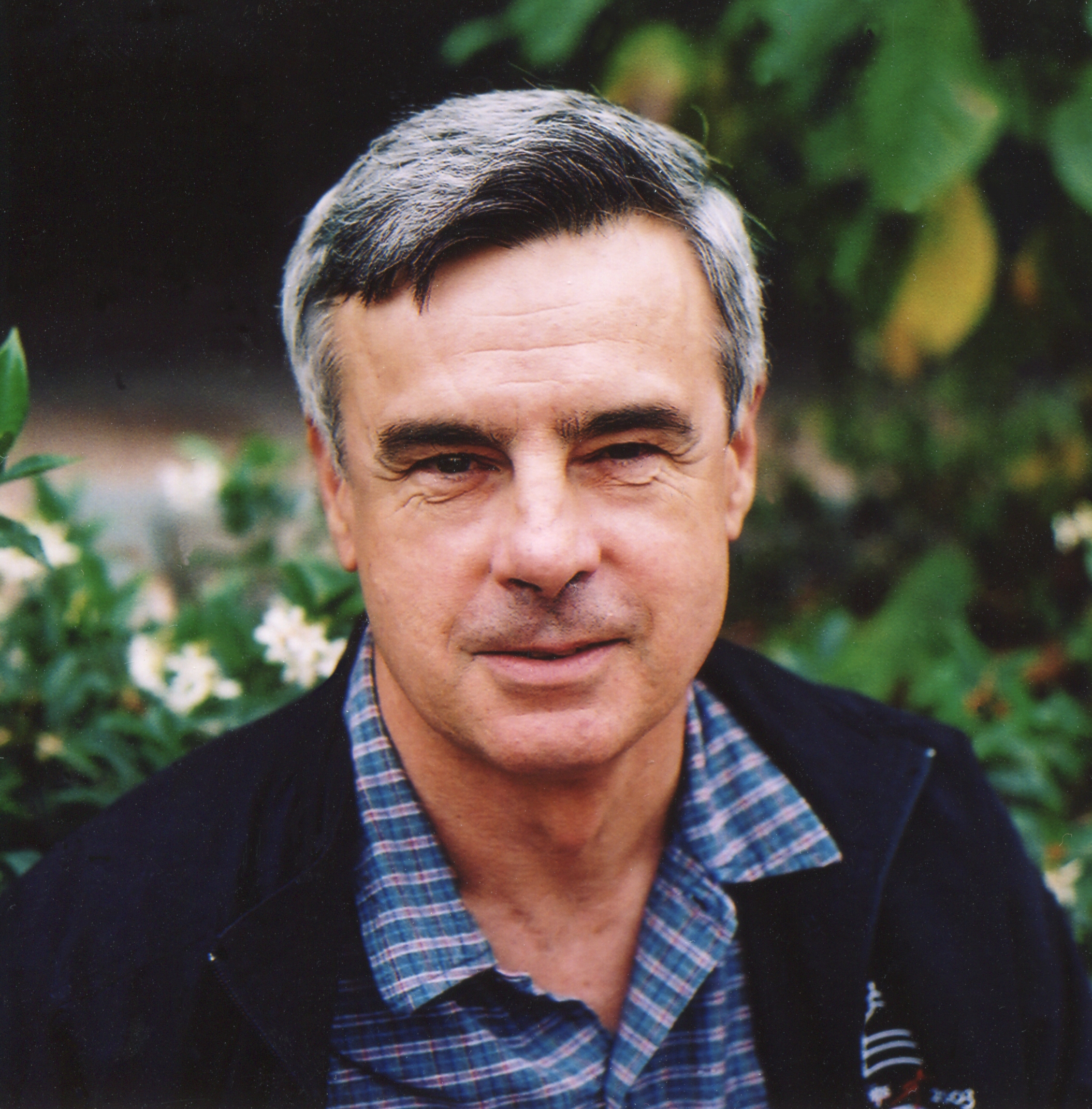
John R. Steel

John R. Steel (* 30. Oktober 1948) ist ein US-amerikanischer mathematischer Logiker, der sich mit axiomatischer Mengenlehre beschäftigt.
John Steel promovierte 1977 bei John West Addison und Stephen G. Simpson an der University of California, Berkeley (Determinateness and Subsystems of Analysis). Er war in den 1990er Jahren Professor an der University of California, Los Angeles (UCLA) und ist heute emeritierter Professor an der University of California, Berkeley.
Steel befasst sich mit inneren Modellen der Mengenlehre und Determiniertheit. So bewies er mit Donald A. Martin projektive Determiniertheit unter Annahme eines Axioms der Existenz großer Kardinalzahlen (veröffentlicht 1989). Beide erhielten für diese Arbeit mit W. Hugh Woodin 1988 den Karp-Preis. Steele ist der Gödel-Lecturer 2012. Er erhielt 2015 mit Ronald Jensen die Hausdorff Medal der European Set Theory Society für ihre Arbeit K without the measurable.
1990 war er Gastredner auf dem Internationalen Mathematikerkongress in Kyōto (Iteration trees).

## Schriften
- The Core Model Iterability Problem, Springer 1996
- mit Ronald Jensen: K without the measurable, The Journal of Symbolic Logic, Band 78, 2013, S. 708–734